# Horcotes
Horcotes is een geslacht van spinnen uit de familie hangmatspinnen (Linyphiidae).

## Soorten
De volgende soorten zijn bij het geslacht ingedeeld:
- Horcotes quadricristatus (Emerton, 1882)
- Horcotes strandi (Sytshevskaja, 1935)
- Horcotes uncinatus Barrows, 1945